# Ikeucsi Jutaka
Ikeucsi Jutaka (Aicsi, 1961. augusztus 25. –) japán válogatott labdarúgó, edző.

## Pályafutása

### Válogatottban
A japán válogatottban 8 mérkőzést játszott.

## Statisztika
| Japán válogatott | Japán válogatott | Japán válogatott |
| Időszak          | Mérk.            | gól              |
| ---------------- | ---------------- | ---------------- |
| 1983             | 3                | 0                |
| 1984             | 1                | 0                |
| 1985             | 4                | 0                |
| Összesen         | 8                | 0                |